# Workhouse Green
Workhouse Green is een gehucht in het bestuurlijke gebied Babergh, in het Engelse graafschap Suffolk. Het maakt deel van de civil parish Little Cornard.